# 랙웨뚠다라
랙웨뚠다라(버마어: လက်ဝဲသုန္ဒရ 랙웨뚱다라; 본명: မြတ်စံ 먓싼; 1736년 또는 1737년 ~ 1824년)는 미얀마 꼰바웅 시대의 총리이자 시인이다. 그는 뾰(ပျို့), 머곤(မော်ကွန်း), 야두(ရတု) 등 다양한 종류의 시 15편과 운문법론을 지었다.

## 생애
랙웨뚠다라는 싱뷰싱왕에 의해 메자 언덕의 유형지로 추방되었다. 그곳에서 추방당한 것에 대한 슬픔을 묘사한  《메•자•따웅•체이》(မဲဇာတောင်ခြေ)와 《웨이•숀•싼•다》(ဝေရွှန်းစန္ဒာ)이라는 두 개의 유명한 야두(ရတု)를 지었다. 이 시들은 왕의 마음을 감동시켜 두 달 후에 랙웨뚠다라를 소환하고 궁궐로 복귀시켰다.